# آرثر أوليفر ويلر
آرثر أوليفر ويلر (بالإنجليزية: Arthur Oliver Wheeler)‏ هو متسلق جبال أيرلندي، ولد في 1 مايو 1860 في كيلكيني في جمهورية أيرلندا، وتوفي في 20 مارس 1945 في بانف في كندا.